# Nowik (glon)
Nowik (Closterium) – rodzaj jednokomórkowych glonów z rodziny desmidii. Kształt półksiężycowaty (stąd nazwa), czasem wrzecionowaty. Bez charakterystycznego dla desmidii wcięcia w środku, mimo to chloroplasty zwykle wykazują symetryczną dwudzielność. Komórki na końcu zwężone, z wakuolami zawierającymi ziarna gipsu. Jak pozostałe sprzężnice rozmnażają się przez koniugację.
Około 100–300 gatunków. Występują głównie w bentosie i peryfitonie. Także w planktonie. Podobnie jak inne desmidie występują w wodach o umiarkowanej trofii i kwaśnych wodach humotroficznych. Kilka gatunków jednak typowych jest dla wód eutroficznych (np. Closterium venus, Closterium ceratium).

## Przykładowe gatunki
- Closterium acerosum
- Closterium calosporum
  - Closterium calosporum var. himalayense
- Closterium cornu
- Closterium ehrenbergii
- Closterium gracile
- Closterium incurvum
- Closterium littorale
- Closterium lunula
- Closterium moniliferum
- Closterium navicula
- Closterium peracerosum
- Closterium peracerosum-strigosum-littorale – takson złożony (nadmorski)
- Closterium pleurodermatum
- Closterium pusillum
- Closterium selenastrum
- Closterium spinosporum
- Closterium tumidum
- Closterium venus
- Closterium wallichii